# 730er
Portal Geschichte | Portal Biografien | Aktuelle Ereignisse | Jahreskalender | Tagesartikel

◄ |
7. Jh. |
8. Jahrhundert
| 9. Jh. | ►

◄ |
700er |
710er |
720er |
730er
| 740er | 750er | 760er | ►

730 |
731 |
732 |
733 |
734 |
735 |
736 |
737 |
738 |
739

## Ereignisse
- 18. oder 25. Oktober 732: Sieg der Franken unter Karl Martell über die Araber in der Schlacht von Tours und Poitiers.